# Крестцы (Вологодская область)
Крестцы — деревня в Устюженском районе Вологодской области.
Входит в состав Никольского сельского поселения (с 1 января 2006 года по 9 апреля 2009 года входила в Дубровское сельское поселение), с точки зрения административно-территориального деления — в Дубровский сельсовет.
Расположена на правом берегу реки Кать. Расстояние до районного центра Устюжны по автодороге — 44 км, до центра муниципального образования деревни Никола по прямой — 8 км. Ближайшие населённые пункты — Городок, Дуброва, Поповское.
Население по данным переписи 2002 года — 66 человек (32 мужчины, 34 женщины). Всё население — русские.